# Göcek

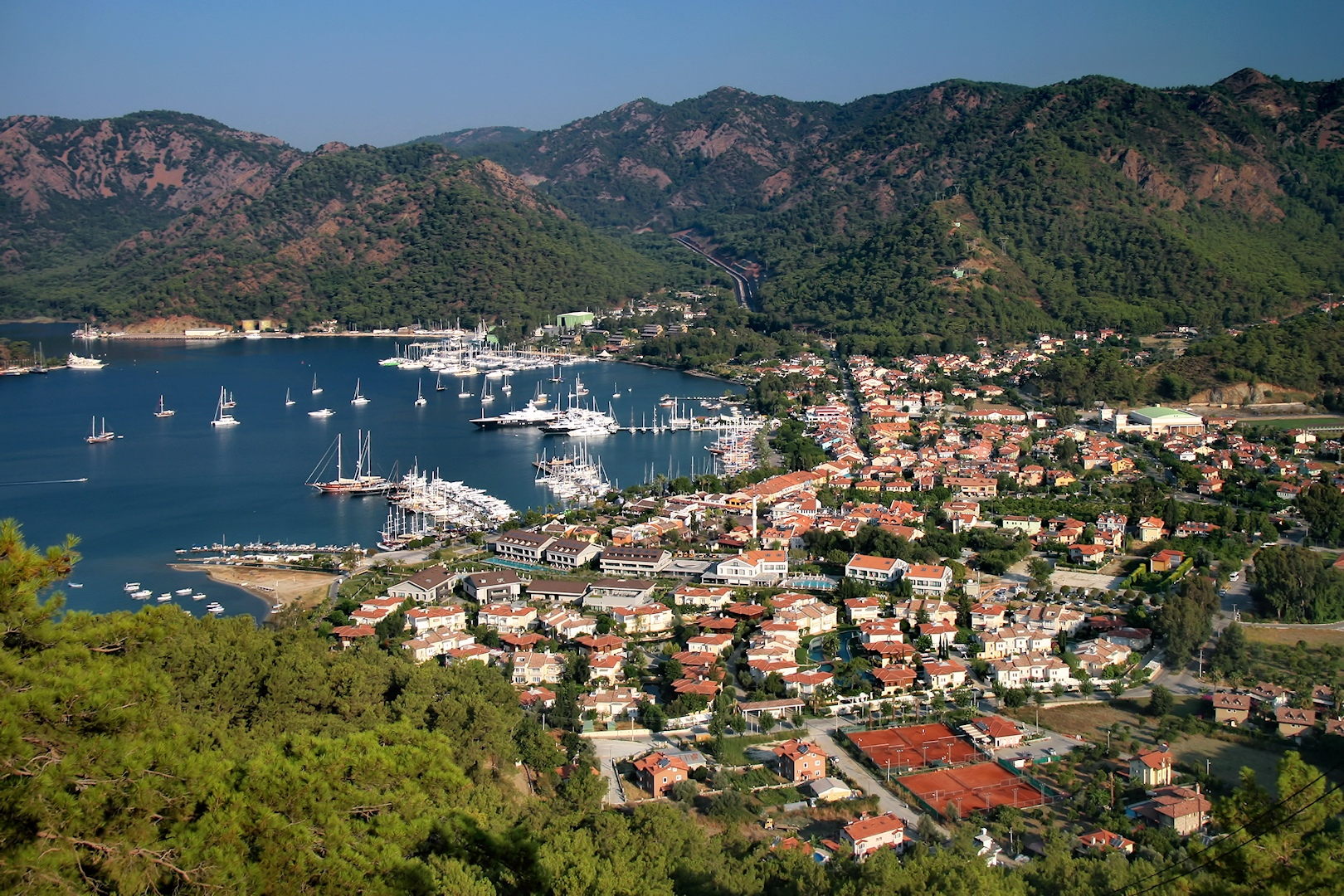
Veduta panoramica di Göcek

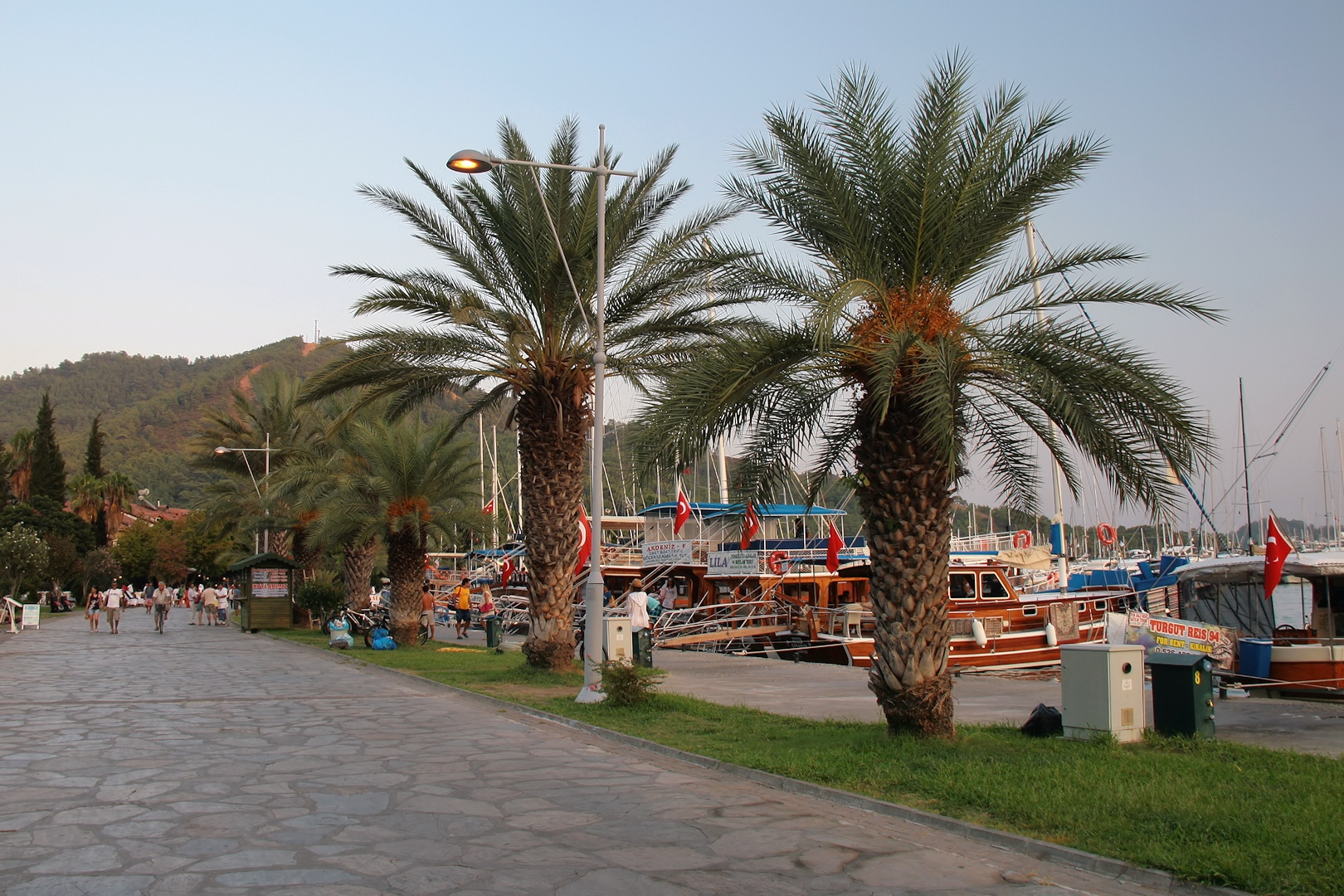
Il lungomare di Göcek

Göcek è una popolare località balneare della Turchia sud-occidentale, facente parte della provincia di Muğla e del distretto di Fethiye e che si affaccia sul golfo di Fethiye (Mar Egeo), lungo il tratto di costa noto come "Riviera turca" o "Costa turchese".  Conta una popolazione di circa 4 600 abitanti.

## Geografia fisica
Göcek si trova tra Fethiye (situata a 28 km di distanza) e Köyceğiz (rispettivamente a ovest/nord-ovest della prima e sud-est della seconda)., a circa 23 km da Dalaman ed è situata ai piedi della catena montuosa del Tauro.
Di fronte alla località, si trovano alcune isole, tra cui l'isola di Göcek (Göcek Adası).

## Storia
Anticamente sorgeva nell'area la città di Lydae.
Göcek iniziò a diventare popolare come meta turistica a partire dall'inizio degli anni ottanta.
La località ha annoverato tra i propri visitatori celebrità quali l'ex-presidente Turgut Özal e il principe Carlo del Galles.

## Monumenti e luoghi d'interesse

### Siti archeologici
Tra i luoghi di maggiore interesse, figurano le rovine dell'antica città di Lydae.
Tra i resti visibili, figurano un anfiteatro e due tombe.

### Aree naturali
Göcek è circondata da una foresta di pini verdi, che sono stati posti sotto la tutela del Ministero dell'Ambiente.

## Società

### Evoluzione demografica
Al censimento del 2019, Göcek contava una popolazione pari a 4 578 abitanti, di cui 2354 (51,4%) erano uomini e 2224 erano donne.
La località ha conosciuto un decremento demografico rispetto al 2018 e al 2017, quando contava 4606 4664 abitanti. Negli anni precedenti, si era assistito invece a un progressivo incremento demografico: nel 2013 si contavano 4 285 abitanti.
Un notevole incremento demografico di Göcek, che nel 2000 contava circa 1 800 abitanti, si è assisitito nel corso dei primi due decenni del XXI secolo.
Precedentemente la località era scarsamente popolata: nel 1990 contava 972 abitanti e nel 1975 appena 47 residenti (con una densità di 39,1 abitanti per chilometro quadrato). Nel lasso di tempo che va dal 1975 al 2015, la popolazione di Göcek ha registrato un incremento del 5946,8%.

## Cultura

### Media
- A Göcek sono ambientati e girati alcuni episodi della serie televisiva, con protagonisti Özge Gürel e Can Yaman, Mr. Wrong - Lezioni d'amore (Bay Yanlış)[9][10]

## Infrastrutture e trasporti
A Göcek si trovano vari porticcioli, che, in totale, possono ospitare fino a 850 yacht.
A 22 km di distanza si trova l'aeroporto di Dalaman.